# Штелин, Якоб
Я́коб [фон] Ште́лин (Я́ков Я́ковлевич Ште́лин), Стелин (нем. Jacob von Stäehlin; 9 мая 1709, вольный имперский город Мемминген, Священная Римская империя — 25 июня [6 июля] 1785, Санкт-Петербург, Российская империя) — немецкий гравёр, картограф, медальер, «мастер фейерверков» и мемуарист, большую часть жизни работавший в Санкт-Петербурге. Видный деятель Петербургской Академии наук на раннем этапе её существования, один из первых историографов русского искусства. Действительный статский советник (после 1768).

## Биография
Родился в 1709 году в швабском городе Меммингене в мещанской семье; после получения общего образования в местном лицее обучался в гимназии в Циттау. В 1732 году поступил в Лейпцигский университет; в Лейпциге сблизился с сыновьями Иоганна Себастьяна Баха, нередко музицировал вместе с ними (на своём любимом инструменте — флейте). Особенно близкая дружба завязалась у Якоба Штелина с Карлом Филиппом Эммануилом Бахом.
В 1735 году он был выписан по контракту в Санкт-Петербургскую академию «для словесных наук и аллегорических изобретений для фейерверков, иллюминаций и медалей»; в 1738 году стал профессором «элоквенции [красноречия] и поэзии» и членом академии. По поручению императрицы Анны Иоанновны сочинял оды по торжественным случаям на немецком языке (переводились на русский В. К. Тредиаковским). В 1741 году принял в своё заведование основанный при академии художественный департамент В 1743 году составил на немецком языке описание коронации императрицы Елизаветы Петровны, с приложением гравюр, исполненных под его смотрением мастерами департамента (одним из них был И. А. Соколов). Данное издание считается превосходным по качеству гравюр, уникальным памятником российского гравировального искусства; в России до этого альбома гравюры такого качества не издавались.
В 1742 году принят на должность учителя к наследнику российского престола Петру Фёдоровичу; после свадьбы Великого князя в 1745 году с должности отставлен и назначен его личным библиотекарем. Якоб Штелин оставался при дворе Петра Фёдоровича и после его вступления на престол; был в числе его ближайших доверенных лиц. Находился вместе с императором в дни дворцового переворота 28—29 июня 1762 года. Оставил «Записки об императоре Петре III» (первое издание — в Лейпциге в 1781 году; на русском языке изданы в 1866 году). После восшествия на престол Екатерины II пользовался её благосклонностью. Согласно исследованию немецкого историка Елены Пальмер, благосклонность эту Штелин заслужил тем, что предал память своего подопечного Петра Третьего после его убийства и по требованию Екатерины подтвердил версию о смерти последнего от геморроидальных колик. Впоследствии в своих «Записках», следуя указаниям Екатерины, давал преувеличенно негативные характеристики личности последнего, не соответствующие действительности .
Штелин принимал участие в подготовке издания Академией атласа Российской империи (1745), первого официального атласа государства. Когда художественный департамент в 1747 году был преобразован в Академию изящных искусств, состоящую при Академии наук, управление этим учреждением было поручено Штелину, который приложил большие старания к развитию в нём рисования и гравирования, выписывал из-за границы учителей, подбирал для них состав способных учеников и особенно заботился об усвоении рисунка. Благодаря этим стараниям гравирование в Академии сильно двинулось вперёд: были выгравированы план Петербурга на девяти листах (в альбоме «План столичного города Санктпетербурга с изображением знатнейших онаго проспектов», 1753), виды Петербурга, Царского Села и Ораниенбаума, портреты императрицы и великого князя Петра Фёдоровича и изображения всех иллюминаций и фейерверков, бывших при разных торжественных случаях.

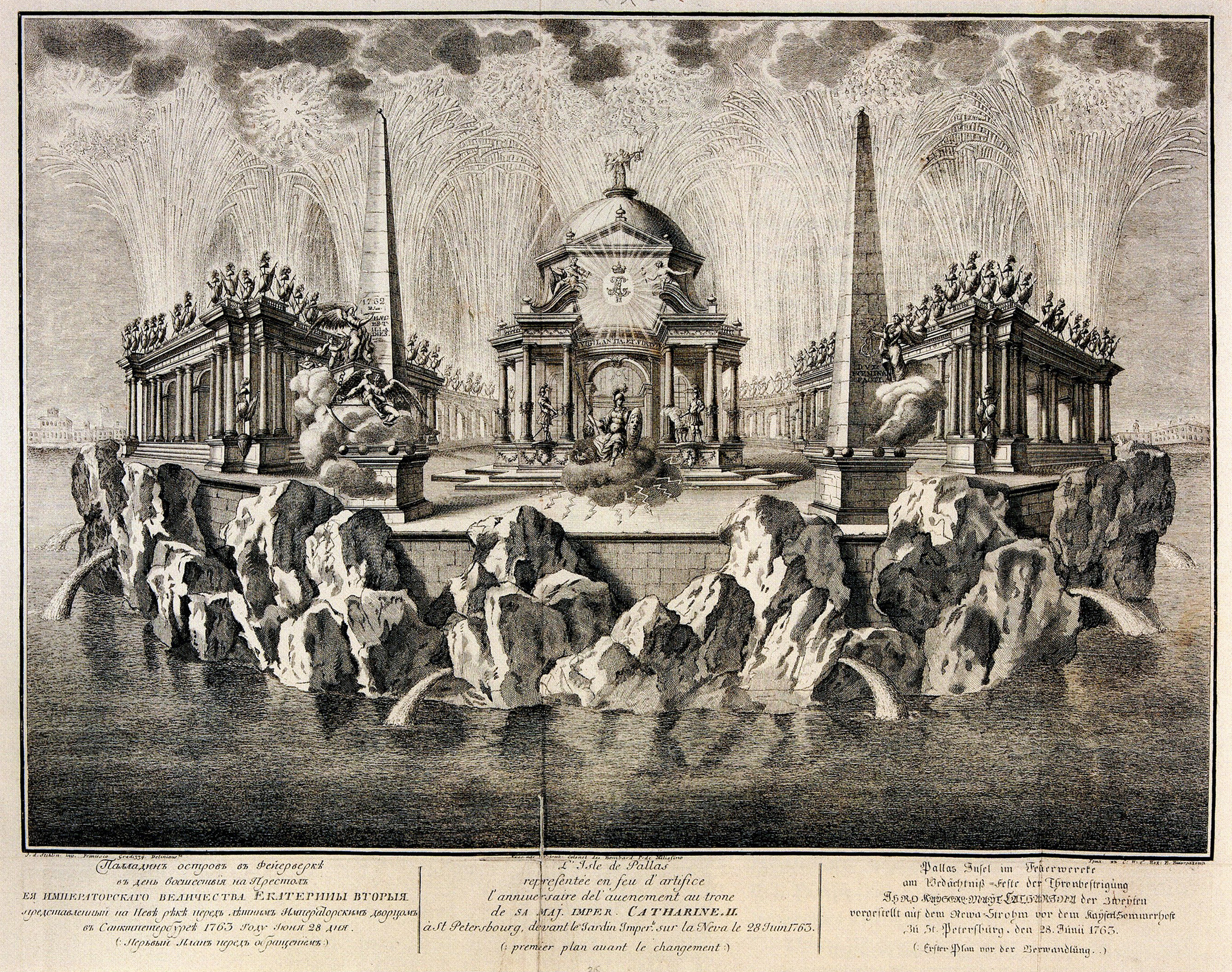
«Палладин остров» — фейерверк 28 июня 1763 года на Неве. Проект Я. Штелина. Возведение сооружений — Ю. Фельтен.

Якоб Штелин был талантливым мастером по устроению фейерверков. В царствование Анны Иоанновны, Елизаветы Петровны, Петра III и Екатерины Великой многие торжества сопровождались фейерверками и иллюминацией с постановкой аллегорических композиций, и автором этих затей (а после — гравюр, их изображающих) был Штелин. Так, одним из самых грандиозных стал фейерверк в честь годовщины восшествия на престол Екатерины II 28 июня 1763 года. На Неве перед Летним садом, согласно общему замыслу Штелина, была построена временная деревянная галерея для императрицы. Примерный чертёж сооружений был прислан И. И. Бецким, а сооружал строения Ю. М. Фельтен.
Штелин также серьёзно занимался медальерным искусством, имевшим в России до него некоторое развитие при Петре I, но позже забытым. Его долговременный проект — чеканка серии медалей, посвящённых Петру Великому. 25 медалей были выпущены ещё в 1700—1720-е годы. Штелину удалось заинтересовать Елизавету Петровну идеей расширить и дополнить серию. В разные годы число проектируемых медалей колебалось от 100 до 180. Работа шла крайне медленно из-за недопонимания придворным окружением художественной и исторической значимости проекта, недостатка финансирования и отсутствия в России специалистов высокой квалификации. В 1759 году сгорела Монетная канцелярия, а вместе с ней — эскизы и заготовки петровской серии. Всего в правление Елизаветы Петровны было отчеканено шесть медалей. Екатерина II в 1772 году вспомнила о зачине Штелина и вернула проект из небытия. Была создана комиссия по сочинению медалей в составе Якоба Штелина, князя Михаила Щербатова, Андрея Нартова, Михаила Хераскова и профессора Академии художеств Гавриила Козлова. К 1775 году эскизы 125 медалей, рисованные Козловым по проектам Штелина, были готовы; серия отчеканена в 1770-е — 1780-е годы. Штелин также работал над одиночными медалями в честь коронации Елизаветы Петровны и Екатерины Великой, других памятных событий; известны также его медали, посвящённые сражениям русско-турецкой войны 1768—1774 годов.
Императором Священной Римской империи возведён в дворянское достоинство (дата точно неизвестна; первое упоминание по-французски фамилии Штелина с приставкой de относится к 1762 году).
В 1767 году Штелин издал свои «Известия о художествах России», в двух частях, — сочинение, из которого, несмотря на заключающиеся в нём ошибки и неточности, иностранцы ещё долго черпали данные для своих показаний о русском искусстве. Также Штелину принадлежат первые описания художественных коллекций Петербурга и пригородных дворцов.
Якоб Штелин был учёным секретарём Академии наук в 1765—1769 годах; как в этом качестве, так и до назначения на должность вёл обширную переписку со многими известными деятелями науки того времени (в архивах сохранилось более тысячи его писем, адресаты — «от Мадрида до Пекина»). Некоторое время возглавлял петербургский «Музыкальный клуб».
Штелин умер в Санкт-Петербурге в 1785 году. Был похоронен на Волковском лютеранском кладбище; могила утрачена.
После него осталось огромное количество рукописей и бумаг всякого рода, а также уникальное собрание русских гравюр XVIII столетия, по большей части в пробных и единственных оттисках. Это собрание почти целиком поступило от наследников Штелина в «древнехранилище» М. П. Погодина, а из него — в Императорскую Публичную библиотеку.
Перу Якоба Штелина принадлежат «Анекдоты о Петре Великом», напечатанные на немецком языке в Лейпциге в 1785 г. и переведённые на русский и французский языки ещё в начале XIX века.

## Записки Якоба Штелина. Об изящных искусствах России
Вот как предваряет свой труд ведущий специалист Российского государственного исторического архива, многие годы потративший на изучение наследия Якоба Штелина, Константин Владимирович Малиновский:
В современной истории европейского искусствознания страницы, отведённые историографии русского искусства в  XVIII веке, заполнены весьма скудно... До последнего времени считалось очевидным, что Россия в этой области была глухой окраиной... То, что совершил Якоб Штелин, не имеет аналогий в европейской литературе XVIII века по истории искусства. Никто в Западной Европе не мог тогда даже подумать о постановке подобной цели — написания «истории всех художеств» своей страны. Штелин, взявшийся за этот титанический труд, не был кабинетным учёным, глядевшим на мир из окна своего особняка и покрывавшим бисером готической вязи сотни листов ин-фолио ради перечисления сведений, почерпнутых из других источников. Пятьдесят лет он неустанно содействовал своим талантом, обширными знаниями и безмерным трудолюбием развитию искусства в России и закреплял на бумаге то, что за это время увидел, узнал и услышал. Ценность и значение записок Штелина определяются прежде всего тем, что он сделал первую попытку создания истории русского искусства XVIII века. Его рукописи — единственное свидетельство современника о многих фактах и явлениях художественной жизни России того времени — позволяют проследить смену вкусов, тенденций и художественных ценностей в русском искусстве на протяжении нескольких десятилетий. Написанные ярким, образным языком, полные точных наблюдений и характеристик, хотя и довольно лаконичные, они в каждой строчке заключают большой фактический материал, который сегодня не всегда сразу поддаётся пониманию и нередко нуждается в подробном комментировании.

## Образ в искусстве
Марк Алданов в своей повести «Пуншевая водка» обрисовал Якоба Штелина как подлинного джентльмена и учёного — возможно, это единственное повествование о Штелине в художественной литературе.
Главный герой романа Даниила Гранина «Три любви Петра Великого» рассказывает окружающим о жизни Петра, основываясь на «Записках» Штелина. В романе «Вечера с Петром Великим» также упоминается Штелин, чьим прямым потомком является главный герой — профессор Молочков.

## Сочинения
- Записка // Русский архив, 1909. — Кн. 2. — Вып. 7. — С. 526—534.
- Записки Якоба Штелина об изящных искусствах в России : в 2 т. / [сост., пер. с нем., вступ. ст. К. В. Малиновского]. — Москва : Искусство, 1990. — 445, [1] + 244, [2] с. : ил. — ISBN 5-210-00147-4. — OCLC 26200041.
- Записки Штелина. Карл Петр Ульрих, (впоследствии Петр Федорович). Герцог Шлезвиг-Голштинский // Утро, 1868. — Т. 3. — С. 309—362.
- Из записок Штелина, бывшего библиотекаря Петра III / Публ. Я. К. Грота // Русский архив, 1890. — Кн. 3. — Вып. 12. — С. 554—555.
- Известия о музыке в России / Пер. Б. И. Загурского // Штелин Я. Музыка и балет в России XVIII века. — Л.: Муз. издат., 1935. — С. 49—143
- Известия об искусстве танца и балетах в России / Пер. Б. И. Загурского // Штелин Я. Музыка и балет в России XVIII века. — Л.: Муз. издат., 1935. — С. 147—171
- Любопытные и достопамятные сказания о императоре Петре Великом изображающие истинное свойство сего премудрого Государя и отца отечества, собранные в течение сорока лет действительным Статским советником Яковом Штелиным. — Изд 2-е. — СПб.: М. Овчинников, 1787.
- Подлинные анекдоты о Петре Великом, собранные Яковом Штелиным. — Ч. 1. — Изд. 3-е. — М.: Решетников, 1830. — XVI, 260 с., Ч. 2. — Изд. 3-е. — М.: Решетников, 1830. — IV, 179 с..
- Ещё два выпуска «Анекдотов», изданные под именем Штелина собраны И. И. Голиковым: Голиков И. И. Подлинные анекдоты о Петре Великом, собранные И. И. Голиковым. — Вып. 3 — М.: Решетников, 1830. — I, 210 с. — Под загл.: Штелин Я. Я. Подлинные анекдоты о Петре Великом, собранные Яковом Штелиным. — Ч. 3., то же, — Вып. 4. — V, 214 с.
- Подлинные анекдоты о Петре Великом. Л.: АТУС. 1990